# L'extermini
 L'extermini  (original: Cold Harvest) és una pel·lícula estatunidenca dirigida per Isaac Florentina, estrenada el 1999. Ha estat doblada al català

## Argument
Robert Neville (Will Smith) és un brillant científic, que no va poder contenir el terrible virus, imparable, incurable i fet per l'home. Ara Neville, immune, és l'únic ser humà en el que queda de la ciutat de Nova York, i potser del món. Durant tres anys ha enviat tots els dies missatges de ràdio, desesperat per trobar altres supervivents. Tanmateix, Neville no està sol, sinó que està envoltat de "els infectats", víctimes de la plaga que van ser convertits en éssers carnívors que només poden existir en la foscor.

## Repartiment
- Gary Daniels: Roland / Oliver
- Barbara Crampton: Christine
- Bryan Genesse: Little Ray
- Shane Howarth: Jake
- Chris Buchanan: un caçador de primes
- Tony Caprari: T-Bone
- Justin Illusion: Horton
- John Simon Jones: Victor
- Ian Roussouw: Duff
- David Sherwood: Borman

## Al voltant de la pel·lícula
- El rodatge s'ha desenvolupat a Sud-àfrica.